# Réserve écologique des Race Rocks
La réserve écologique des Race Rocks (anglais : Race Rocks Ecological Reserve) est une réserve naturelle du Canada situé en Colombie-Britannique. Elle a une superficie de 220 ha et a été créée en 1980.